# سگوندو پورتوکاررو
سگوندو پورتوکاررو (اسپانیایی: Segundo Portocarrero‎؛ زادهٔ ۱۵ اکتبر ۱۹۹۶) بازیکن فوتبال اهل اکوادور است.